# Sylvain Georges
Sylvan Georges (Beaumont, Puy-de-Dôme, 1 de mayo de 1984) es un ciclista francés.
En mayo de 2013, dio un resultado analítico adverso por Heptaminol mientras disputaba el Giro de Italia. Las reglas antidopaje de la UCI no impusieron una suspensión provisional dada la naturaleza de la sustancia porque es específica. Finalmente la Federación Francesa le suspendió durante seis meses rebajándole la sanción ya que la sustancia en la que dio positivo se encontraba en un medicamento que puede ser utilizado sin receta médica.

## Palmarés
2011
- Rhône-Alpes Isère Tour, más 2 etapas
- Gran Premio de Plumelec-Morbihan

2012
- 1 etapa del Tour de California

2015 (como amateur)
- 1 etapa del Tour de Guadalupe

2016 (como amateur)
- 1 etapa del Tour de Guadalupe

## Resultados en Grandes Vueltas
| Carrera | Carrera         | 2011 | 2012 | 2013 |
| ------- | --------------- | ---- | ---- | ---- |
|         | Giro de Italia  | —    | —    | Ab.  |
|         | Tour de Francia | —    | —    | —    |
|         | Vuelta a España | —    | —    | —    |

—: no participa
Ab.: abandono